# Râul Chipicanu
Râul Chipicanu este un curs de apă, afluent al Râului Neajlov. 